# 에노모토 이쓰키
에노모토 이쓰키(일본어: 榎本 樹, 2000년 6월 4일~)는 일본의 축구 선수이다.

## 구단 경력
그는 2019년 J1리그의 마쓰모토 야마가 FC에 입단했다. 8월 J3리그의 더스파구사쓰 군마로 임대 이적했다. 2020년 J2리그의 마쓰모토 야마가 FC로 복귀했다. 2021년후 J3리그에 강등했다. 2023년까지 마쓰모토 야마가 FC에서 66경기에 출전하여, 8득점을 넣었다.